# Substància grisa periaqüeductal
La substància grisa periaqüeductal (SGPA) és una regió de l'encèfal que té un paper crític en el funcionament autònom, el comportament motivat i les respostes conductuals a estímuls amenaçadors. L'SGPA també és el centre de control principal per a la modulació descendent del dolor. Té cèl·lules productores d'encefalina que suprimeixen el dolor.
L'SGPA és la substància grisa situada al voltant de l'aqüeducte de Silvi dins del tegment del mesencèfal. Es projecta al nucli anterior? del rafe, i també conté tractes autònoms descendents. Les fibres ascendents del dolor i la temperatura del tracte espinotalàmic envien informació a l'SGPA a través del tracte espinomesencefàlic (anomenat així perquè les fibres s'originen a la columna vertebral i acaben a l'SGPA, al mesencèfal).
Aquesta regió s'ha utilitzat com a objectiu per a col·locació d'implants estimulants de l'encèfal en pacients amb dolor crònic.